# 구시로 습원 국립공원

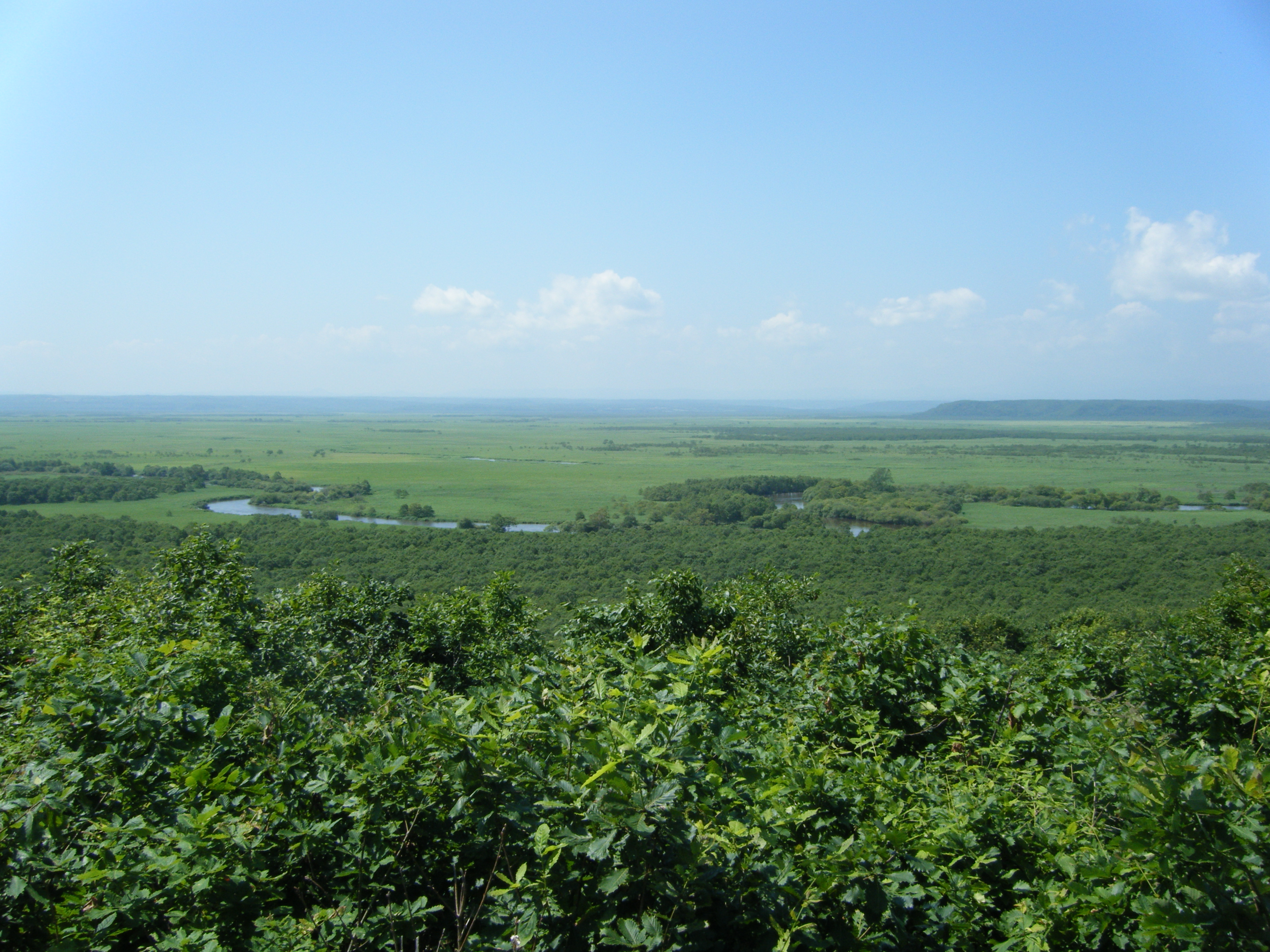
구시로 습원

구시로 습원 국립공원(釧路湿原国立公園)은 홋카이도 동부에 있는 국립공원이다. 1987년 7월 31일에 지정되었다. 일본에서 제28번째의 국립공원이다.
구시로 습원은 면적이 193.57km2에 이르는 일본에서 제일 큰 습원이다. 1980년 일본이 람사르 협약에 가맹할 때에 최초로 등록한 습지이다. 일부가 농지화되는 등 개발도 행해졌지만 1967년 습원 그 자체가 일본의 천연기념물로 지정되어 있다. 그 때문에 출입이 어렵게 제한되고 있으며 홋카이도에서 가장 개발이 진행되기 전의 홋카이도다운 경관을 유지하고 있다. 국립공원의 면적은 268.61km2이다.
요시·스게·미즈고케 습원 및 한노키 숲, 구부러진 하천이나 호소군 등 여러 가지 환경을 포함하고 있다. 두루미나 타이멘 등 귀중한 야생 동물의 보고이다.

## 같이 보기
- 일본의 국립공원